# Камышта (Красноярский край)
Камышта — деревня в Ужурском районе Красноярского края России. Входит в состав Озероучумского сельсовета.

## География
Деревня расположена в 34 км к югу от районного центра Ужур.

## Население
| 2010 |
| ---- |
| 111  |